# Rhinebeck Village Historic District
Der Rhinebeck Village Historic District ist ein Historic District am US 9 und NY 308 in Rhinebeck im US-Bundesstaat New York. Er hat eine Fläche von 167 Acres (68 ha) und besteht aus 272 Bauwerken in einer Vielzahl von Architekturstilen aus über 200 Jahren Ortsgeschichte. Der historische Bezirk wurde 1979 als zusammenhängendes Gebiet erhaltener historischer Gebäude in das National Register of Historic Places aufgenommen.
Die Anwesen in dem historischen Bezirk wurden weitgehend zwischen der Kolonialzeit und dem Ende des 19. Jahrhunderts bebaut, als der Distrikt seine heutige Ausdehnung erreicht. Drei US-Präsidenten haben ihre Spuren in Rhinebeck hinterlassen, am deutlichsten Franklin D. Roosevelt, der in den 1930er Jahren das Design für das neue Postamt auswählte und bei der Einweihung redete. Es ist eines der Contributing Propertys des Distrikts. In der Gegenwart ist das Gebiet eine lokale Attraktion, und in vielen der Häuser sind Boutiquen und andere kleine Geschäfte untergebracht. Die Straßen werden gesäumt von großen Schatten spendenden Bäumen.

## Geographie
Weil die Distriktgrenzen weitgehend den Grenzen der Flurstücke an ihrem Rand folgen, sind die Umrisse des Distriktes sehr unregelmäßig. Er liegt zentral im Village, wobei die meisten Anwesen auf die Wohngebiete nordöstlich der Kreuzung von US-9 und NY-308 fallen.
Beginnend am Highway 9 bilden die rückwärtigen Grundstücksgrenzen entlang der South Street, dem Crystal Lake und dem Landsman Kill bis zum östlichen Rand des Villages die Südgrenze des historischen Distrikts. Nördlich der Route 30 verläuft die Distriktgrenze entlang der Ostseite des Crosmour Drive bis kurz vor den Starr Drive, denn springt sie zur rückwärtigen Grenze der Grundstücke entlang von Crosmour Street, State Road 308 und Beech Street. An der Chestnut Street biegt die Grenze des Distrikts nach Westen und verläuft zunächst auf deren Südseite, bevor sie nach einem halben Block die Häuser auf der Nordseite einschließt.
So verläuft die Grenze des Distrikts bis zu den rückwärtigen Grundstücksgrenzen an der Montgomery Street (Route 9) und folgt diesen bis an die Stelle, wo die State Route Street am Northern Dutchess Hospital von der Montgomery abzweigt. Sie quert dann die Straße, um die Anwesen auf der westlichen Seite der Montgomery bis zur West Market Street einzuschließen. Sie schließt die Nordseite der West Market Street bis zum westlichen Rand des Villages sowie einige der Anwesen auf deren Südseite ein und folgt dann der rückwärtigen Grenze der Grundstücke entlang der Mill Street (Route 9) bis direkt nördlich des Astor Home for Children, wo sie die Straße dann quert und zurückkehrt zur South Street.
Abgesehen von den Straßen, entlang denen die Distriktgrenzen verlaufen, schließt der Distrikt einige weitere Straßen ganz oder teilweise ein. Center Street und Livingston Streets liegen völlig darin, und mehrere Blöcke an Mulberry Street und North Parsonage Street liegen innerhalb der Distriktgrenzen.
Das Gebiet des historischen Distrikts ist stark entwickelt. Der Großteil dient Wohnzwecken, mit einigen größeren Flurstücken an den am weiteten ausragenden Punkten. Die kommerzielle Nutzung konzentriert sich auf die von Bäumen gesäumten Straßen unweit der Kreuzung von U.S. Highway 9 und State Route 308. Größere Betriebe liegen östlich der Kreuzung, wobei sich entlang der East Market Street (Route 308) über mehrere Straßenblöcke kleine Ladenfronten erstrecken. Institutionelle Nutzung findet im Distrikt statt durch drei Kirchen, die Townhall und die Villagehall sowie die Feuerwache. Alle Bauwerke stammen aus dem 19. und frühen 20. Jahrhundert und repräsentieren eine Reihe von Baustilen dieser Zeit, vom Colonial bis zum Colonial Revival.

## Geschichte
Europäische Siedler ließen sich im Gebiet um Rhinebeck bereits 1686 nieder, als eine Gruppe Holländer von Kingston über den Fluss kamen und von örtlichen Stämmen der Irokesen 2200 Acre (rund 890 ha) Land kauften. Der Name Rhinebeck ist eine Kombination aus dem Namen des Mannes, der die Stadt gründete, Wilhelmus Beekman (1623–1707) und des Namens des Flusses Rhein, an dessen Gestaden Beekman geboren und aufgewachsen war. Beekman war einer der ursprünglichen Besitzer des Gebietes, das zu Beekmantown wurde.
Später erhielt der Sohn von Wilhelmus Beekman, Henry Beekman (1652–1716), ein Patent für das Land und erkannte die Notwendigkeit, die Erschließung voranzutreiben. Die Town of Beekman im Dutchess County, ist benannt nach Henry Beekman, der dort 1703 einen Land-grant besaß. Er brachte den Müller Caspar Landsman und den Baumeister William Traphagen in das Gebiet.
1703 genehmigte die koloniale Versammlung New Yorks Finanzmittel für den Bau des King’s Highway, später als Albany Post Road bekannt, großteils der heutigen Highway 9. Drei Jahre später erwarb Traphagen einen Trakt Land in Beekmans Patent dort, wo der King’s Highway den Sepasco Indian Trail querte, auf der Strecke der heutigen Market Street. Er baute ein Haus und eine Taverne an diesem Pfad, ein kurzes Stück westlich des King’s Highway. Das war die Keimzelle von Rhinebeck.

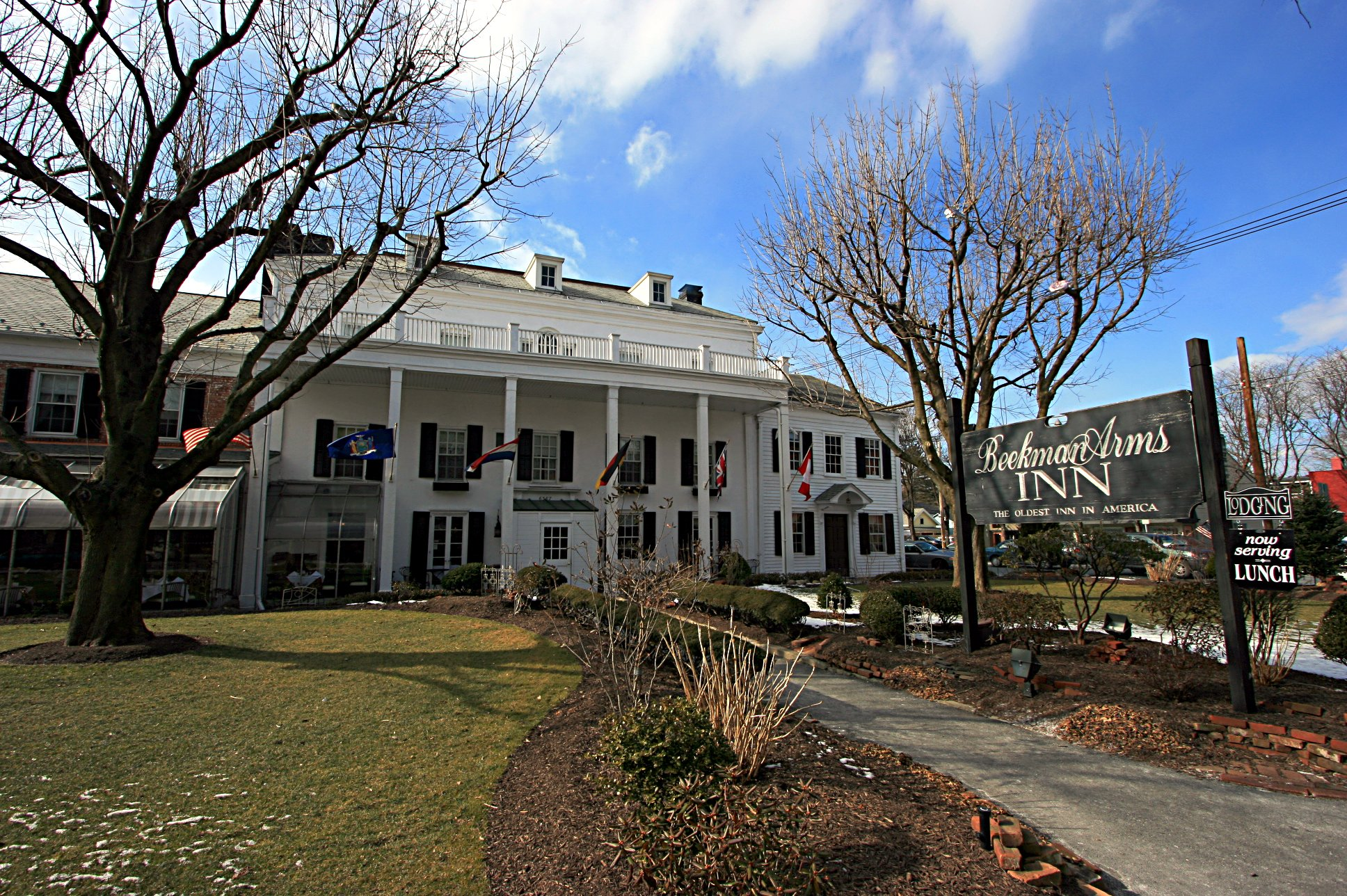
The Beekman Inn, den Angaben nach das älteste durchgehend bewirtschaftete Gasthaus in den Vereinigten Staaten

Ein Jahrzehnt später, 1715, brachte Beekmans Sohn 35 Pfälzer Auswanderer hierher, die aus religiösen Gründen in ihrer Heimat verfolgt wurden und gerade versucht hatten, für die Briten auf Land von Robert Livingston weiter nördlich im heutigen Columbia County, Kiefernharz zu erzeugen. Durch die Neuankömmling wuchs das Dorf. Neue Händler ließen sich selbst nieder, und 1733 baute die Reformed Dutch Church ihre erste Kirche an der Stelle des heutigen Bauwerks an der Kreuzung von Mill Street und South Street. 1766 wurde der Anfang des noch heute bestehenden Beekman Inn gebaut, das seitdem ununterbrochen als Gasthaus und Hotel betrieben wurde.
Mitte der 1770er Jahre zog der Soldat Richard Montgomery mit seiner neuen Frau, die ein Mitglied der Livingston-Familie war, in das Dorf. Er hatte gerade begonnen, sich eine Existenz als Farmer aufzubauen, als die Revolution anfing. Nachdem er in den New York Provincial Congress gewählt worden war, ernannte man ihn zu einem General in der Kontinentalarmee; Montgomery fiel Ende 1775 in der Schlacht von Québec. Sein Cottage steht noch heute, allerdings wurde es versetzt nach 77 Livingston Street, wo es vom örtlichen Chapter der Daughters of the American Revolution genutzt wird; die Straße, wo es ursprünglich stand, wurde später zu seinem Gedenken benannt.
Nach der Unabhängigkeitserklärung setzte das Dorf sein Wachstum fort; die Town of Rhinebeck, die das Village enthält, wurde 1788 organisiert. 1802 wurde die noch heute bestehende Dutch Reformed Church gebaut; es ist das älteste Kirchengebäude im Village. Der heutige Verlauf der East Market Street wurde im selben Jahr angelegt, als der Ulster-Saulsbury Turnpike, die spätere State Route 308, gebaut wurde.
Rhinebeck zog weiterhin Politiker an. George Washington kam 1796, aß in einem Gasthaus, als er sich im Haus eines Freundes in der Nähe aufhielt. Während den Gouverneurswahlen 1804 nutzten sowohl Aaron Burr als auch Morgan Lewis Gaststätten in Rhinebeck als Hauptquartiere für ihre Wahlkämpfe.

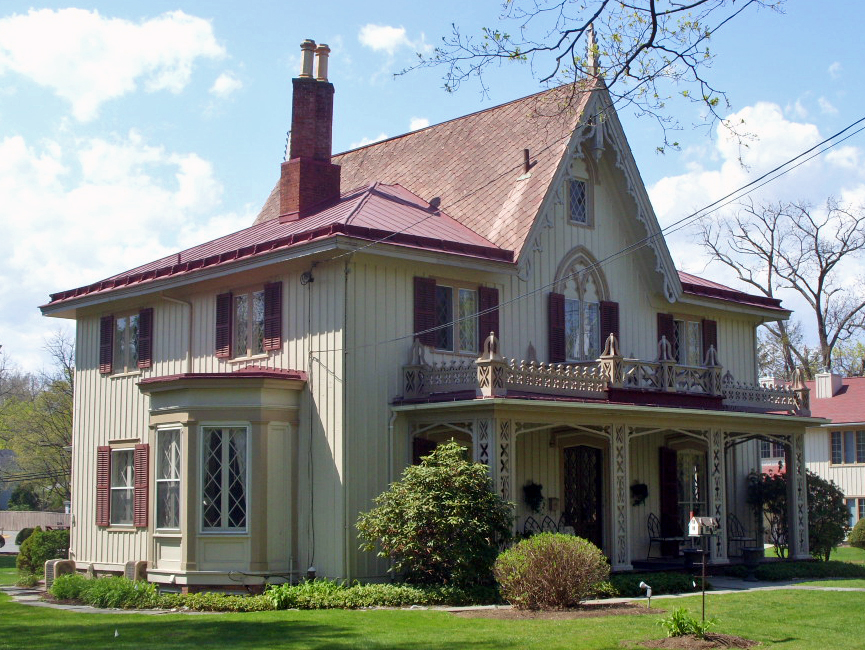
Henry Delamater House

Rhinbecke wurde 1834 als Village incorporiert. Zehn Jahre später erbaute Alexander Jackson Davis das Henry Delamater House an der 44 Montgomery Street. Das noch heute bestehende Gebäude ist eines der am besten erhaltenen Beispiele der frühen Verwendung der Neugotik in der amerikanischen Wohnbauarchitektur.
Bis in die 1850er Jahre war Rhinebeck noch weiter gewachsen und hatte sich einen Ruf als Zentrum der Holzverarbeitung erworben. Der Name der Stadt auf hier gesägten Produkten war ein Symbol für Qualität, und die hier erzeugten Möbel wurden über weitere Strecken verkauft, sogar bis nach South Carolina. Es hieß, die hiesige Produktion sei konkurrenzlos bei der Herstellung von Wagen, Kutschen und Schlitten. Einige Hersteller von Kleidung brachten es ebenfalls zu landesweit anerkanntem Ansehen. Die Gegend erwarb sich auch einen Ruf als bevorzugter Bauort für die Landsitze der Reichen des Gilded Age.
Ende der 1880er Jahre wohnte Levi P. Morton, ein früherer Kongressabgeordneter und Botschafter in Frankreich in Bois Dore an der Mill Street. Benjamin Harrison hatte ihn zu seinem Kandidaten für das Amt des Vizepräsidenten bei der Präsidentschaftswahl 1888 für die Republikaner gemacht, und Harrison besuchte Morton in Rhinebeck, als bekannt wurde, dass die beiden gerade gewählt worden waren. Morton war später noch Gouverneur New Yorks.
Das Ende des 19. Jahrhunderts brachte einen neuen Wirtschaftszweig nach Rhinebeck: den Anbau von Veilchen. Rund 20 % der Einwohnerschaft war während der Gay Nineties in irgendeiner Weise in dieses Geschäft involviert, und Schätzungen zufolge betrug dessen Umsatz in manchen Jahren mehr als eine Million US-Dollar. Mehrere der in dieser Zeit gebauten Häuser sind noch vorhanden und liegen innerhalb des historischen Bezirks.

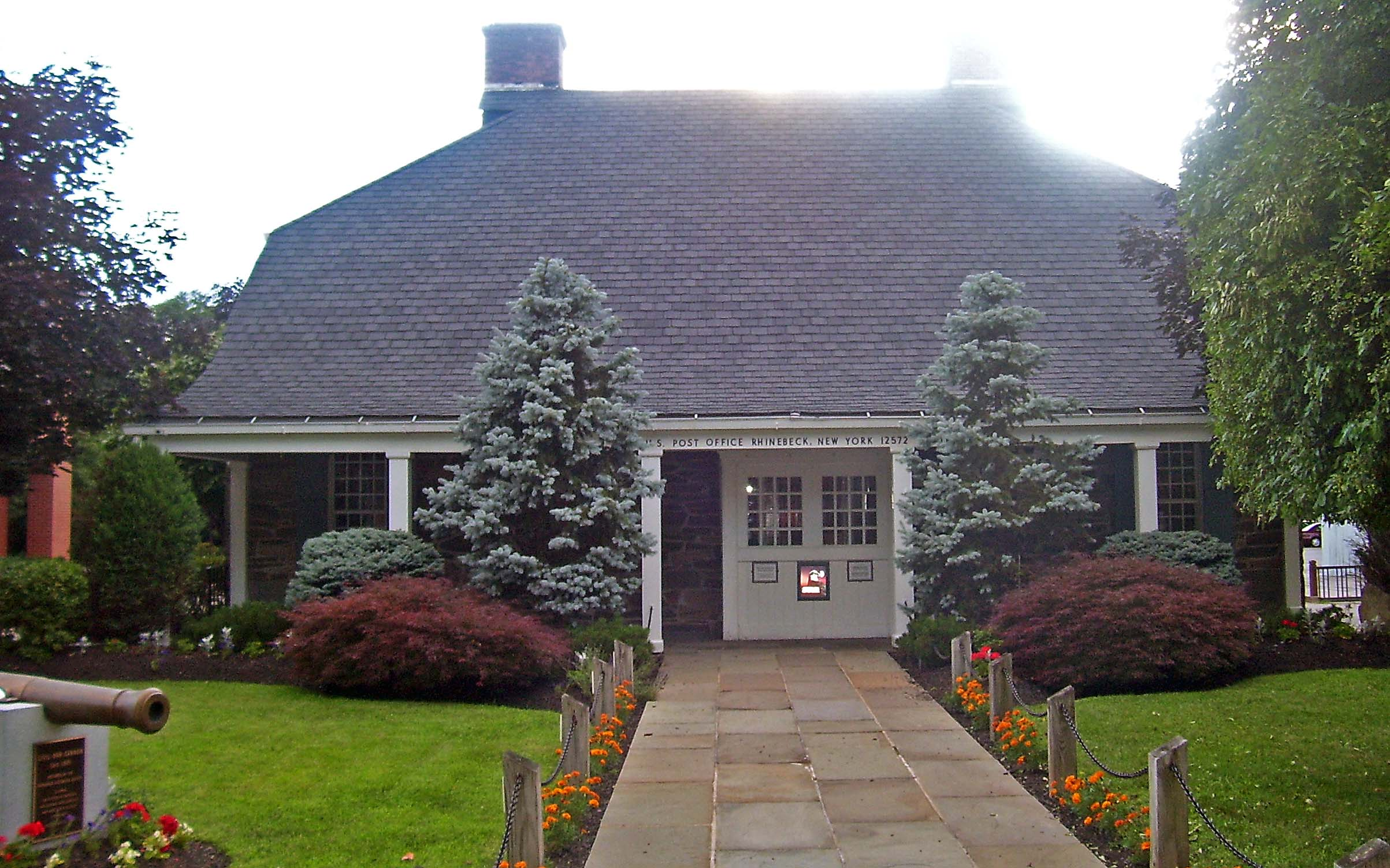
Das 1939 gebaut Postamt

Eine Karte des Villages von 1890 zeigt dessen Ausdehnung fast übereinstimmend mit dem heutigen historischen Distrikt. Dieses Gebiet ist noch heute weitgehend so, wie es damals war. Ein dritter US-Präsident, Franklin D. Roosevelt, der im nahegelegenen Hyde Park geboren wurde, spielte eine Rolle in der Geschichte der Stadt gegen Ende der Weltwirtschaftskrise, als er die Auswahl des Designentwurfs für das neue Postamt organisierte. Er hatte sich schon länger für den holländischen Baustil eingesetzt, mit Feldsteinen als Baumaterial für öffentliche Gebäude in dem Gebiet, und er wies die Architekten an, das (1910 abgebrannte) Haus Henry Beekmans als Vorbild für ihren Entwurf zu nehmen und einige der noch vorhandenen Steine für den Bau zu verwenden.

## Denkmalpflege
Die Bebauungspläne des Village of Rhinebeck schaffen einen über den historischen Bezirk hinausreichendes Gebiet entlang des Highway 9, um den historischen Charakter in diesem Teil des historischen Distrikts zu erhalten, da dies der für Besucher der Stadt sichtbarste Teil ist. Dabei wird verlangt, dass alle Neubauten in Wohngebieten das Aussehen eines einzelstehenden Wohnhauses haben, und dass gewerbliche Bauten in dem Gebiet nicht in einer Weise betrieben wird, bei der die gewerbliche Nutzung das Erscheinungsbild dominiert.
Im aktuellen Entwurf des Masterplans sprechen sich Village und Town dafür aus, historische Ressourcen in der Gemeinde mittels eines historischen Distrikt zu erhalten und einen formellen Reviewprozess einzurichten, um sicherzustellen, dass Neubauten und Renovierung nicht-intrusiv erfolgen. Der Plan gibt der Town den Auftrag, ein Inventar aller bekannten historischen Stätten in der Town anzufertigen und dass jedes dafür infrage kommende Gebäude, das noch nicht im National Register und seinem Äquivalent auf bundesstaatlicher Ebene eingetragen ist, dafür nominiert wird.

## Belege
1. ↑  Marilyn Hatch: Rhinebeck Village Walking Tour. Archiviert vom Original am 7. Januar 2007; abgerufen am 18. November 2007.
2. ↑  Sharp, L. Corwin (14. Februar 1979): National Register of Historic Places nomination, Rhinebeck Village Historic District, S. 4. New York State Office of Parks, Recreation and Historic Preservation.
3. ↑  Henry Gannett: The Origin of Certain Place Names in the United States. U. S. Department of the Interior, Washington, DC 1905, S. 41, 261.
4. ↑  Morse, Howard: Historic Old Rhinebeck (Rhinebeck, N.Y.: Privately printed, 1908), S. 25, zitiert in Sharp, L. Corwin (14. Februar 1979): National Register of Historic Places nomination, Rhinebeck Village Historic District, S. 41. New York State Office of Parks, Recreation and Historic Preservation.
5. ↑  Sharp, L. Corwin (14. Februar 1979): National Register of Historic Places nomination, Rhinebeck Village Historic District, S. 41. New York State Office of Parks, Recreation and Historic Preservation.
6. ↑  Sharp, L. Corwin (14. Februar 1979): National Register of Historic Places nomination, Rhinebeck Village Historic District, S. 42. New York State Office of Parks, Recreation and Historic Preservation.
7. ↑  Sharp, L. Corwin (14. Februar 1979): National Register of Historic Places nomination, Rhinebeck Village Historic District, S. 46. New York State Office of Parks, Recreation and Historic Preservation.
8. ↑  Town and Village of Rhinebeck, Draft Comprehensive Plan, Chapter 12, Historic and Cultural Resources. Archiviert vom Original am 20. Juli 2011; abgerufen am 3. Juni 2009.  Info: Der Archivlink wurde automatisch eingesetzt und noch nicht geprüft. Bitte prüfe Original- und Archivlink gemäß Anleitung und entferne dann diesen Hinweis., 13. Juni 2008; abgerufen am 3. Juni 2009.
9. ↑  Sharp, L. Corwin (14. Februar 1979): National Register of Historic Places nomination, Rhinebeck Village Historic District, S. 48. New York State Office of Parks, Recreation and Historic Preservation.
10. ↑  Sharp, L. Corwin (14. Februar 1979): National Register of Historic Places nomination, Rhinebeck Village Historic District, S. 41–42. New York State Office of Parks, Recreation and Historic Preservation.
11. ↑  Morse, Howard: Historic Old Rhinebeck (Rhinebeck, N.Y.: Privately printed, 1908), S. 292–4, zitiert in Sharp, L. Corwin (14. Februar 1979): National Register of Historic Places nomination, Rhinebeck Village Historic District, S. 48. New York State Office of Parks, Recreation and Historic Preservation.
12. ↑  Sharp, L. Corwin (14. Februar 1979): National Register of Historic Places nomination, Rhinebeck Village Historic District, S. 43. New York State Office of Parks, Recreation and Historic Preservation.
13. ↑  Sharp, L. Corwin (14. Februar 1979): National Register of Historic Places nomination, Rhinebeck Village Historic District, S. 44. New York State Office of Parks, Recreation and Historic Preservation.
14. ↑  Sharp, L. Corwin (14. Februar 1979): National Register of Historic Places nomination, Rhinebeck Village Historic District, S. 43–4. New York State Office of Parks, Recreation and Historic Preservation.
15. ↑  Village of Rhinebeck Code, Chapter 120, Article VI.